# George Cohen
George Cohen, född 22 oktober 1939 i London, död 23 december 2022, var en brittisk professionell fotbollsspelare.
George Cohen var Englands högerback när man vann VM på hemmaplan 1966. Han var bra på att följa med upp i anfallen och bredda spelet, vilket passade engelska landslaget mycket bra, eftersom man spelade utan naturliga yttrar. På klubblagsnivå spelade Cohen för Fulham mellan 1956 och 1969.

## Meriter
- 37 landskamper/0 mål
  - VM 1966
  - VM-guld 1966